# Гішам Махдуфі
Гішам Махдуфі (араб. هشام محذوفي; нар. 5 серпня 1983, Хурибга) — марокканський футболіст, півзахисник клубу «Діфаа». Виступав за національну збірну Марокко.

## Біографія

### Клубна кар'єра
Починав грати у футбол в шкільних командах, в 14 років пройшов відбір у футбольну школу «Олімпіка» (Хурібга). Пройшов усі юнацькі команди, в 19 років його помітив головний тренер. Після чого грав в вВищій лізі Марокко. У сезоні 2006/07 виграв чемпіонат Марокко, а Махдуфі визнали найкращим гравцем чемпіонату.
Влітку 2007 року перейшов в київське «Динамо», на правах оренди і з правом викупу футболіста. Проте зіграв лише одну гру за другу команду і чотири гри в молодіжному чемпіонаті.
У серпні 2007 року він був відданий в суборенду в харківський «Металіст». В чемпіонаті України дебютував 2 вересня 2007 року в матчі «Металіст» — «Чорноморець» (2:0). Перший гол за «Металіст» забив у Кубку УЄФА 4 жовтня 2007 року англійському «Евертону».
У січні 2008 року повернувся в свій клуб «Олімпік». Трохи пізніше з'явилася інформація що Махдуфі може перейти в іспанська «Еспаньйол». У березні 2008 року він був знову орендований «Металістом», до кінця сезону і з правом викупу. Але за «Металіст» більше не зіграв і влітку 2008 року повернувся в «Олімпік».
Сезон 2010/11 провів у клубі «Женесс Ель-Мазіра», після чого ще рік грав за «Раджу».
З літа 2012 рок виступає за «Діфаа».

### Кар'єра в збірній
У збірній Марокко грає з 2006 року. 2008 року він був викликаний Анрі Мішелем на кубок африканських націй, який проходив в Гані. Всього провів за збірну 16 матчів, забивши один гол.

## Приватне життя
У Гішама велика родина, у його батьків четверо синів і три дочки. Мати — домогосподарка. Батько працював на хімічному заводі в Хурігбі, зараз батько на пенсії. Старший з братів раніше займався карате і мав чорний пояс, тепер він працює в поліції.